# Lijst van beklimmingen in Gent-Wevelgem
De lijst van beklimmingen in Gent-Wevelgem geeft een overzicht van heuvels die onderdeel zijn (geweest) van het parcours van de wielerklassieker Gent-Wevelgem.

## B
- Baneberg
- Boeschepeberg

## C
- Côte de la Blanchisserie
- Côte du Ravel Put

## E
- Edelareberg
- Eikenberg

## G
- Goeberg

## H
- Helling van Geluveld
- Helling van Mesen
- Helling van Nieuwkerke
- Hoppeberg

## K
- Kasselberg
- Katsberg
- Kattenberg
- Kemmelberg
- Kluisberg
- Kokereelberg
- Koppenberg
- Kraaiberg
- Kruisberg
- Kwaremont

## L
- Lettenberg

## M
- Monteberg
- Muur van Geraardsbergen

## R
- Ravensberg
- Rodeberg
- Rozenberg

## S
- Scherpenberg
- Schomminkelstraat
- Suikerberg
- Sulferberg

## T
- Tiegemberg

## V
- Varentberg
- Le Vert Mont
- Vidaigneberg

## W
- Wouwenberg

## Z
- Zomergem
- Zwarteberg

1934 · 1935 · 1936 · 1937 · 1938 · 1939 · 1940 · 1941 · 1942 · 1943 · 1944 · 1945 · 1946 · 1947 · 1948 · 1949 · 1950 · 1951 · 1952 · 1953 · 1954 · 1955 · 1956 · 1957 · 1958 · 1959 · 1960 · 1961 · 1962 · 1963 · 1964 · 1965 · 1966 · 1967 · 1968 · 1969 · 1970 · 1971 · 1972 · 1973 · 1974 · 1975 · 1976 · 1977 · 1978 · 1979 · 1980 · 1981 · 1982 · 1983 · 1984 · 1985 · 1986 · 1987 · 1988 · 1989 · 1990 · 1991 · 1992 · 1993 · 1994 · 1995 · 1996 · 1997 · 1998 · 1999 · 2000 · 2001 · 2002 · 2003 · 2004 · 2005 · 2006 · 2007 · 2008 · 2009 · 2010 · 2011 · 2012 · 2013 · 2014 · 2015 · 2016 · 2017 · 2018 · 2019 · 2020 · 2021 · 2022 · 2023 · 2024
Lijst van beklimmingen